# Craniolaria argentina
Craniolaria argentina är en martyniaväxtart som beskrevs av Carlos Luis Spegazzini. Craniolaria argentina ingår i släktet Craniolaria och familjen martyniaväxter. Inga underarter finns listade i Catalogue of Life.